# جام چنل وان ۲۰۰۹
جام چنل وان ۲۰۰۹ چهارمین دوره از جام چنل وان بود که قرار بود از ۲۶ ژانویه تا ۱ فوریه ۲۰۰۹ در اسرائیل برگزار شود. این مسابقات با تصمیم آکادمی ملی فوتبال روسیه لغو شد.

## لغو تورنمنت
جوایز قرعه کشی این مسابقات لغو شد. برگزارکنندگان جام چنل وان تصمیم گرفتند که صندوق جایزه را کنار بگذارند. این تصمیم به دلیل افزایش شدید هزینه ها به دلیل تغییرات در آیین نامه مسابقات بود.
برگزاری جام بعدی چنل وان تا مدت‌ها در هاله‌ای از ابهام قرار داشت. به تدریج، اسپانسرها، و سپس یکی پس از دیگری باشگاه‌ها از برگزاری مسابقات امتناع کردند. اسپارتاک مسکو در ابتدا به دلیل تعطیلات کوتاه خود (آخرین بازی در ۱۸ دسامبر) از شرکت در مسابقات امتناع کرد و تیم روبین کازان جایگزین او شد. اما مدیر روبین کازان گفت که اگر زودتر از برگزارکنندگان پیشنهاد دریافت می‌کردند، رد نمی‌کردند و با توجه به اینکه خیلی دیر شده بود و آنها چند بازی دوستانه از پیش برنامه‌ریزی کرده بودند، نمی‌توانستند در آن جام شرکت کنند. برگزارکنندگان جام تلاش کردند دینامو مسکو را متقاعد کنند، که در ابتدا موافقت کرد، اما متعاقباً به دلیل اینکه می‌خواستند صندوق جایزه را به هزینه باشگاه‌ها افزایش دهند، امتناع کرد. مدیر زنیت همچنین در ابتدا شک داشت که آیا این جام ارزش بازی کردن را دارد یا خیر، با توجه به اینکه اکثر تیم‌ها از آن امتناع کردند.

## تیم‌ها
- زنیت سن پترزبورگ[۴]
- کریلیا سووتوف سامارا
- زسکا مسکو
- دینامو کی‌یف
- دنیپرو
- شاختار دونتسک
- متالیست خارکوف
- بنیادکار